# BLUE PLANET JAPAN
「BLUE PLANET JAPAN」は2011年3月11日に発生した東北地方太平洋沖地震（東日本大震災）へのチャリティーとして、ヴィジュアル系アーティストによって結成されたチャリティープロジェクト。また同プロジェクトが発表したシングル「ひとつだけ 〜We Are The One〜」についても本項に記載する。

## 概要
「世界に誇るV系アーティストが今、できること!!」をテーマに日本版「We Are The World」としてDaizyStripper、A、FEST VAINQUEURの3バンドによって立ち上げられた。参加メンバーは32人に上り、レーベルの垣根を越えて集まった。プロジェクトリーダーは、「ひとつだけ 〜We Are The One〜」の作曲を手がけたDaizyStripperの風弥とAのRookie.Fが務める。プロジェクト名の「BLUE PLANET JAPAN」とは、青く輝く地球は平和の象徴であり、美しい地球を彩る日本に戻ってほしいという希望を込めて考えられた。
慈善ソング「ひとつだけ 〜We Are The One〜」は10人のギターとツインベース、トリプルドラムという隊形で収録が行われた。MUSIC VIDEOは2011年5月に行われた初ライヴイベントで主に撮影され、この企画に賛同した横浜ベイスターズの監督・選手合わせて4人も（ライヴには参加していないが）MVに参加している。またCDジャケットはヴィジュアル系のファンであると公言するマンガ家新條まゆによって手掛けられた。陸前高田の一本松をモチーフに、シンボリックで絵本風に描いたと語った。

## 略歴
2011年
- 4月18日　レコーディングスタート[3]
- 5月2日　6月24日まで参加アーティストが順次発表された。
- 5月10日　初のライヴイベント「B.P.J Alliance 〜We Are The One〜 Vol.1」が行われると発表された。
- 6月24日　レコーディングが終了したと発表された。
- 6月25日　Shibuya O-WESTで「B.P.J Alliance 〜We Are The One〜 Vol.1」開催。主催3バンドに加え、heidi.とDollyも参加した。公演終了後、プロジェクトに賛同したシルバーアクセサリーブランド「MATERIAL CROWN」デザイナー琉霞がプロデュースしたペンダントが数量限定販売された。
- 8月18日　MUSIC VIDEOに横浜ベイスターズの尾花高夫監督ら他3選手が参加すると発表され、同時に新條まゆが手がけたCDジャケットとMUSIC VIDEOが公開された。

2012年
- 6月14日　活動を通しての収益金から宮城県七ヶ浜町の3つの小学校に鉄琴やトライアングル、ウッドブロック、タンバリン、カスタネット、デジタルTV専用台、鍵付き扉ユニット、絵画作品乾燥棚、ポータブル石油ストーブがお見舞い品として寄贈された。
- 8月16日　宮城県七ヶ浜町でのライヴイベントが開催されると発表された。
- 10月13日　「東北を元気に！〜七ヶ浜町BPJプロジェクト LIVE2012」が行われる予定。朝に新宿を出発し、同ライヴイベントに参加し、翌朝に新宿に帰るバスツアーも企画されている。

## 参加メンバー
- 夕霧（DaizyStripper）
- まゆ（DaizyStripper）
- なお（DaizyStripper）
- Rei（DaizyStripper）
- 風弥〜KAZAMI〜 (DaizyStripper）
- Nimo（A）
- Mucho Gracias（A）
- Toshi（A）
- Rookie Fiddler（A）
- HAL （FEST VAINQUEUR）
- TOMO（FEST VAINQUEUR）
- HIRO（FEST VAINQUEUR）
- KAZI（FEST VAINQUEUR）
- えみる（愛狂います。）
- 手鞠（amber gris）
- TERU（Versailles）
- HIZAKI（Versailles）
- NAOTO（AGE-OF-EP）
- 黒崎眞弥（己龍）
- Ricky（DASEIN）
- 蜜 （Dolly）
- 義彦（heidi.）
- 桐 （heidi.）
- JIN（HERO）
- 苑（摩天楼オペラ）
- Anzi（摩天楼オペラ）
- Sizna（Moran）
- 櫻井有紀（rice）
- 雀夜（Lips）
- RIKU（凛）
- KISAKI（凛）
- HIRO（ex.Wizard）

PV出演（横浜ベイスターズ）
- 尾花高夫監督
- 石川雄洋選手
- 村田修一選手
- 吉村裕基選手

ジャケットデザイン
- 新條まゆ

## 作品
「ひとつだけ 〜We Are The One〜」（- ウィー・アー・ザ・ワン）は、2011年9月にリリースされたBLUE PLANET JAPANのシングルである。発売元はPLUG RECORDS。

### 収録曲

#### CD
1. ひとつだけ 〜We Are The One〜 [6:49]
  - 作詞：夕霧、作曲・編曲：風弥・Rookie Fiddler
2. ひとつだけ 〜We Are The One〜 (Orchestra Ver.) [4:42]
3. ひとつだけ 〜We Are The One〜 (Short Ver.) [5:05]
4. ひとつだけ 〜We Are The One〜 (Vocalless Ver.) [6:49]
5. ひとつだけ 〜We Are The One〜 (Violin&Piano Ver.) [2:51]

#### DVD
1. ひとつだけ 〜We Are The One〜 MUSIC VIDEO

### 品番
- PLGC-070